# Alfred Madsen
Alfred Martin Madsen, född 10 april 1888, död 8 maj 1962, var en norsk fackföreningsman och politiker.
Madsen var ursprungligen litograf och arbetade med detta yrke i olika länder, tills han 1914 blev tidningsman. År 1920 blev han Landsorganisationens sekreterare och kvarstod i fackföreningens ledning till 1932. Madsen invaldes 1922 i Stortinget och var till en början kommunistiskt orienterad. Han var socialminister i Christopher Hornsruds regering 1928 och var ordförande i Arbeiderpartiets riksdagsgrupp 1928-32.